# Hallaphis ilharcoi
Hallaphis ilharcoi är en insektsart. Hallaphis ilharcoi ingår i släktet Hallaphis och familjen långrörsbladlöss. Inga underarter finns listade i Catalogue of Life.